# 프레코토역
프레코토역(이탈리아어: Precotto)은 밀라노 지하철 1호선의 역이다. 1964년 11월 1일, 1호선의 '세스토 마렐리' - '로토' 구간이 처음으로 개통하면서 문을 열었다.
프레코토 역은 밀라노 코무네의 몬차 대로(Viale Monza)에 있다. 프레코토 구를 전담한다. 지하에 위치한 역이며 한 개의 터널에 2개 승강장, 2개 선로를 가지고 있다. 밀라노 비코카 대학교로 향하는 버스가 이 역에서 출발한다.

## 시설
이 역에는 다음과 같은 시설이 있다.
- 장애인 승객을 위한 접근 시설
- 엘레베이터
- 에스컬레이터
- 승차권 자동판매기
- 역 감시카메라

| 밀라노 지하철                 | 밀라노 지하철       | 밀라노 지하철               |
| ----------------------------- | ------------------- | --------------------------- |
| 빌라 산 조반니 세스토 1º 마조 | 밀라노 지하철 1호선 | 고를라 로 피에라 / 비셸리에 |